# Дегро, Гевин
Гевин Шэйн Дегро (англ. Gavin Shane DeGraw, р. 4 февраля 1977) — американский автор-исполнитель и музыкант. Хорошо известен своими хитами «Chariot», «Follow through» и «I don’t want to be», которая является основной темой популярного молодёжного сериала «Холм одного дерева», «In love with a girl», «Not over you», «Soldier», «Sweeter» и «Best I Ever Had».

## Биография
Дегро рос в Кэтскилле, в Саут-Фолсберге, Нью-Йорк. В основном имеет русские и ирландские корни. Отец певца работал охранником в местной тюрьме, а мать была медиком и трудилась в клинике для алкоголиков и наркоманов (об этом упоминается в песне I don’t want to be). Так же у Гевина есть старшие брат Джоуи и сестра Ника. Именно по совету Джоуи Гевин начал писать песни. Семья певца очень музыкальная и любовь к музыке ему прививалась с детства. В возрасте восьми лет Гевин начал учиться играть на гитаре и пианино, а также петь. Потом в одном из своих интервью певец будет вспоминать: «Когда у тебя есть старшие брат или сестра, то всегда хочешь иметь то, что имеют они. Я видел как мои брат и сестра играли на пианино и тоже захотел. Я не был прилежный учеником и мало занимался, но потом мне понравилось».

## Карьера
В 1998 году Гевин с братом переезжает в Нью-Йорк и начинает свою карьеру певца. Он посещает знаменитый колледж Беркли, по слухам вместе с Джоном Майером, но сам певец не уверен, поскольку никогда с ним не встречался на лекциях.
Гевин выступает в клубах Манхеттена вместе с пианистами Эндрю Вестом и Ленни Ревелом. В 2002 году на одном из таких выступлений ДеГро знакомится с Клайвом Дэвисом и подписывает контракт с лейблом J Reсоrds.
В 2003 году записывает свой первый студийный альбом под названием «Chariot». Первый сингл из этого альбома «I don’t want to be» выбирают как основную тему для популярной молодёжной драмы «Холм одного дерева». Песня быстро становится популярной и занимает первые места в музыкальных хит-парадах. Так же становятся популярными «Follow through», а «Chariot» в 2005 году получает Платиновый сертификат.
В 2004 году по просьбе поклонников Гевин записывает акустический вариант альбома «Chariot — Stripped».
Популярность ДеГро росла. Он начал гастролировать по стране с известными музыкантами и группами (Sister Hazel, Barenaked Ladies, Howie Day, Michael Tolcher, Butterfly Boucher, The Allman Brothers Band, Marc Broussard, Saving Jane, Jason Mraz и Maroon 5), начал появляться на телевидении. Дебютировал он на шоу «Last Call with Carson Daly», так же участвовал в «The Tonight Show With Jay Leno», «The Late Show With David Letterman», «The Ellen DeGeneres Show» и «Live with Regis and Kelly». Сыграл эпизодические роли в «Мертвые, как я», «За что люблю тебя» и «Американские мечты» («American Dreams»), появился в эпизоде «Холм одного дерева», спев «I don’t want to be» и «Chariot» в кафе «У Карен».
В 2008 году ДеГро записывает второй студийный альбома «Gavin DeGraw», представленный синглами «In love with a girl» и «Cheated on me». Другая песня из этого альбома «We belong together» становится саундтреком для фильма Тристан и Изольда. В это время Гевин много гастролирует по Штатам и Европе, пишет новые песни и в 2009 году выпускает третий студийный альбом «Free».
Почти весь 2010 год Гевин проводит в студии, работая над новым четвёртым студийным альбомом под названием Sweeter. Для этого альбома певец впервые работает в соавторстве с другими поэтами-песенниками Райаном Теддером из OneRepublic и Эндрю Фрэмптоном. «Соавторство с другими людьми для меня все изменило, — говорит Гевин. — Это не только открыло мой разум для новых идей, но и изменило мой стиль написания».
После релиза сингла из нового альбома Not over you, который состоялся 17 мая, ДеГро отправляется в летний тур с группами Maroon 5 и Train.
20 сентября 2011 года выходит альбом Sweeter и уже через неделю оказывается в десятке лучших альбомов престижного чарта US Billboard200, заняв 8 позицию. Альбом представлен синглами Not over you, Sweeter и Soldier. В начале октября 2011 года певец отправляется в тур в поддержку нового альбома вместе с Дэвидом Куком, а летом 2012 года гастролирует с Колби Каллэй. Во время летнего тура музыканты работают над песней «We both know», которая становится официальным саундтреком нового фильма Николаса Спаркса Тихая гавань.
В октябре выходит пятый студийный альбом «Make a Move». Певец вновь сотрудничает с Райаном Теддером, а также с такими авторами и композиторами как Кэвин Рудольф, Крис ДеСтефано, Джулиан Эмери, Джим Ирвин, Бутч Уокер и другие. Альбом представляют два сингла «Best I Ever Had» и титульный трек «Make a Move». На роль главной героини для официального музыкального видео «Best I Ever Had» была приглашена Мисс США 2013 Эрин Бэйди (Erin Brady).
На данный момент Гевин занимается промоушеном «Make a Move», а с февраля 2014 года начинается тур в поддержку альбома.

## Дискография

### Альбомы
| Год  | Название                    | Наивысшие места в чартах | Наивысшие места в чартах | Наивысшие места в чартах | Наивысшие места в чартах | Наивысшие места в чартах | Наивысшие места в чартах | Наивысшие места в чартах | Сертификаты     |
| Год  | Название                    | U.S.                     | NED                      | NOR                      | SWE                      | ITA                      | SWI                      | DEN                      | Сертификаты     |
| ---- | --------------------------- | ------------------------ | ------------------------ | ------------------------ | ------------------------ | ------------------------ | ------------------------ | ------------------------ | --------------- |
| 2001 | Gavin Live (indie release)  | —                        | —                        | —                        | —                        | —                        | —                        | —                        |                 |
| 2003 | Chariot                     | 103                      | 6                        | —                        | —                        | 43                       | 48                       | 1                        | США: Платиновый |
| 2004 | Chariot (Stripped)          | 56                       | —                        | 2                        | 21                       | —                        | —                        | —                        |                 |
| 2008 | Gavin DeGraw                | 7                        | 8                        | 35                       | 13                       | 44                       | 23                       | 3                        |                 |
| 2008 | iTunes: Live from Soho (EP) | 167                      | —                        | —                        | —                        | —                        | —                        | —                        |                 |
| 2009 | Free                        | 19                       | 76                       | —                        | —                        | —                        | 96                       | 29                       |                 |
| 2011 | Sweeter                     | 8                        | 6                        | 25                       | 29                       | —                        | 19                       | 6                        |                 |
| 2013 | Make a Move                 | 13                       | 18                       | —                        | 39                       | —                        | 55                       | 21                       |                 |
| 2016 |                             |                          |                          |                          |                          |                          |                          |                          |                 |

### Синглы
| Год  | Название                      | Места в чартах | Места в чартах | Места в чартах | Места в чартах | Места в чартах | Места в чартах | Места в чартах | Места в чартах | Места в чартах | Места в чартах | Места в чартах | Сертификаты                                                       | Альбом       |
| Год  | Название                      | US Hot 100     | US Pop 100     | US Adult       | UK             | IRE            | AUS            | NZ             | NET            | ITA            | NOR            | SWE            | Сертификаты                                                       | Альбом       |
| ---- | ----------------------------- | -------------- | -------------- | -------------- | -------------- | -------------- | -------------- | -------------- | -------------- | -------------- | -------------- | -------------- | ----------------------------------------------------------------- | ------------ |
| 2003 | «Follow Through»              | —              | —              | 27             | —              | —              | —              | —              | —              | —              | —              | —              |                                                                   | Chariot      |
| 2004 | «I Don't Want to Be»          | 10             | 3              | 9              | 32             | 25             | 19             | 30             | 9              | —              | 6              | 15             | США: Платиновый                                                   | Chariot      |
| 2005 | «Chariot»                     | 30             | 21             | 5              | 114            | —              | —              | —              | 12             | 27             | 19             | —              | США: Золотой                                                      | Chariot      |
| 2005 | «Follow Through» [re-release] | 111            | 52             | 22             | —              | —              | —              | —              | 13             | —              | 12             | —              | США: Золотой                                                      | Chariot      |
| 2006 | «Just Friends»                | —              | —              | —              | —              | —              | —              | —              | 21             | —              | —              | —              |                                                                   | Chariot      |
| 2006 | «We Belong Together»          | 26             | —              | —              | —              | —              | —              | —              | —              | —              | —              | —              |                                                                   | Gavin DeGraw |
| 2008 | «In Love with a Girl»         | 24             | 20             | 5              | —              | —              | —              | —              | 22             | 41             | —              | —              |                                                                   | Gavin DeGraw |
| 2008 | «She Holds a Key»             | —              | —              | —              | —              | —              | —              | —              | 29             | —              | —              | —              |                                                                   | Gavin DeGraw |
| 2008 | «Cheated on Me»               | —              | —              | 30             | —              | —              | —              | —              | —              | —              | —              | —              |                                                                   | Gavin DeGraw |
| 2009 | «I Have You to Thank»         | —              | —              | —              | —              | —              | —              | —              | —              | —              | —              | —              |                                                                   | Gavin DeGraw |
| 2009 | «Stay»                        | —              | —              | —              | —              | —              | —              | —              | —              | —              | —              | —              |                                                                   | Free         |
| 2011 | «Not over you»                | 18             | 9              | 1              | —              | —              | 37             | 8              | 13             | —              | 12             | —              | - США: Платиновый - Новая Зеландия: Золотой - Австрия: Платиновый | Sweeter      |
| 2012 | «Sweeter»                     | 117            | —              | 18             | —              | —              | —              | —              | 25             | —              | —              | —              |                                                                   | Sweeter      |
| 2012 | «Soldier»                     | —              | —              | 28             | 59             | —              | —              | —              | 13             | —              | —              | —              |                                                                   | Sweeter      |
| 2013 | «Best I Ever Had»             | 75             | —              | 14             | 80             | —              | —              | —              | —              | —              | —              | —              |                                                                   | Make a Move  |
| 2013 | «Make a Move»                 | —              | —              | 35             | —              | —              | —              | —              | —              | —              | —              | —              |                                                                   | Make a Move  |

### Сборники
- 2005: «We Are the Champions», from the album Killer Queen: A Tribute to Queen
- 2006: «Jealous Guy», from the album One Tree Hill, Vol. 2: Friends with Benefit
- 2006: «Follow Through», from the album «Bath and Body Works, PS: I Love You»

## Состав группы

### Действующий состав
- Билли Норрис (Billy Norris) — гитара, бэк-вокал (с 2009)
- Йен О’Нилл (Ian O’Neill) — ударные, бэк-вокал (с 2011)
- Джеймс Круз (James Cruz) — бас-гитара (с середины летнего тура 2012)
- Эрик Кинни (Eric Kinny) — клавишные (с летнего тура 2013)

### Бывший состав
- Джонни «Цунами» Эндрюс (Johnny «Tsunami» Andrews) — гитара, бэк-вокал
- Джоуи ДеГро (Joey DeGraw)- гитара, бэк-вокал
- Брайян Дэнис (Brian Dennis) — гитара, бэк-вокал
- Мэтт Флинн (Matt Flynn) — ударные
- Хосе Баррера (Jose Barrera) — гитара и музыкальное сопровождение
- Джоуи «Тренер» Ханна (Joey «Coach» Hanna) — ударные, бэк-вокал
- Родни Ховард (Rodney Howard) — ударные
- Вайнот Дженсвелд (Whynot Jansveld) — бас, бэк-вокал
- Элвин Муди (Alvin Moody) — бас, бэк-вокал
- Кэйси Твист (Casey Twist) — бас, бэк-вокал
- Тони Тино (Tony Tino) — бас
- Бэн Марс (Ben Mars) — бас
- Джеймс Крус (James Cruz) — бас
- Джимми Уоллэс (Jimmy Wallace) — клавишные, акустическая гитара, вокал (2007—2008, с 2011—2013.)

## Награды и номинации
| 2004 | Mikie Award                        | номинация в категории «Песня года» «I don’t want to be» |
| 2004 | Mikie Award                        | номинация в категории «Лучший певец года» |
| 2004 | College Music Award                | номинация в категории «Лучший Rock исполнитель» |
| 2005 | Groovevolt Music and Fashion Award | номинация в категории «Лучший альбом» «Chairot Stripped» |
| 2005 | Groovevolt Music and Fashion Award | номинация в категории «Лучший исполнитель среди мужчин» |
| 2005 | World Music Award                  | номинация в категории «Лучший продающийся Pop/Rock артист» |
| 2005 | Radio Music Award                  | награда в категории «Лучшая песня года / Mainstream Top 40 Radio» («I Don’t Want to Be»)                                                                               |
| 2005 | Billboard Music Award              | награда в категории «Лучший сингл года» («I Don’t Want to Be») |
| 2014 | Grammy Awards                      | номинация в категории «Лучшая песня, написанная для кино, телевидения или другого визуального представления» «We Both Know» (с Колби Каллэй для фильма «Тихая гавань») |